# Emanuel Saldaño
Emanuel Saldaño (* 16. Mai 1985; † 25. Januar 2014 in San Juan) war ein argentinischer Radrennfahrer.
Der „El Chino“ genannte Saldaño gewann 2006 die zweite Etappe bei der Vuelta de San Juan. Im nächsten Jahr wurde er argentinischer Meister im Einzelzeitfahren der U23-Klasse. Bei der Straßenrad-Weltmeisterschaft 2007 in Stuttgart belegte er beim Zeitfahren der U23-Klasse den 46. Platz und das Straßenrennen beendete er nicht. In der Saison 2009 konnte er die Gesamtwertung des Giro del Sol San Juan für sich entscheiden.
Am 25. Januar 2014 starb Saldaño im Hospital Rawson an den Folgen eines Autounfalls. Saldaño war mit dem Radsportler Ernesto Fernández, der sich bei dem Unfall ebenfalls schwer verletzte, in einem Peugeot Partner unterwegs, als dieser sich auf der Ruta 20 bei El Encon südlich der Stadt San Juan überschlug.

## Erfolge
2007
- Argentinischer Meister – Einzelzeitfahren (U23)

2009
- Gesamtwertung Giro del Sol San Juan

2011
- Argentinischer Meister – Straßenrennen